# Paris trettonde arrondissement
Paris trettonde arrondissement är ett av Paris 20 arrondissement. Arrondissementet har namnet Gobelins och är uppkallat efter Manufacture des Gobelins.
Arrondissementet inbegriper Bibliothèque François-Mitterrand, Gare d'Austerlitz, Manufacture des Gobelins och Hôpital de la Pitié-Salpêtrière. 

## Kyrkobyggnader
- Notre-Dame-de-la-Sagesse
- Couvent des Jacobins
- Notre-Dame-de-la-Gare
- Saint-Albert-le-Grand
- Sainte-Anne de la Butte-aux-Cailles
- Saint-Hippolyte
- Saint-Jean-des-Deux-Moulins
- Saint-Marcel
- Sainte-Rosalie

## Bilder
| - Notre-Dame-de-la-Gare. - Sainte-Anne de la Butte-aux-Cailles. - Saint-Hippolyte. - Sainte-Rosalie. |